# 맥스 FC
맥스 FC (MAX FC; MAX Fighting Championship)는 대한민국의 최대 입식 격투기 단체이다. IB 스포츠, 네이버 TV, 아프리카TV를 통해 생중계되고 있으며, JTBC3 폭스 스포츠에서 지난 대회를 녹화방송한다. 다양한 기획으로 대중에게 어필하고 있다.대한민국 격투기 단체 처음으로 랭킹시스템 도입하였다.

## 대회 개최 이력
| 대회명                              | 개최일자         | 경기장                       | 개최도시          | 관중수  |
| ----------------------------------- | ---------------- | ---------------------------- | ----------------- | ------- |
| 퍼스트리그 33                       |                  |                              |                   |         |
| MAX FC 29                           | 2024년 8월 19일  | 그랜드 호트람                | 베트남 붕따우     |         |
| MAX FC 28                           | 2024년 7월 12일  | 그랜드 앰버서더 창원         | 창원시            |         |
| 퍼스트리그 32                       | 2024년 7월 12일  | 그랜드 앰버서더 창원         | 창원시            |         |
| MAX FC 27                           | 2024년 6월 22일  | 그랜드 호트람                | 베트남 붕따우     |         |
| 퍼스트리그 31                       | 2024년 5월       | 월배국민체육센터             | 대구광역시 달서구 |         |
| MAX FC 26                           | 2024년 4월 13일  | 그랜드 호트람                | 베트남 붕따우     |         |
| 퍼스트리그 30                       | 2024년 3월 10일  | 익산실내체육관               | 전라북도 익산시   |         |
| 퍼스트리그 29                       | 2024년 3월 9일   | 익산실내체육관               | 전라북도 익산시   |         |
| MAX FC 25                           | 2024년 3월 9일   | 익산실내체육관               | 전라북도 익산시   |         |
| 퍼스트리그 28                       | 2023년 12월 3일  | 전주실내체육관               | 전라북도 전주시   |         |
| 퍼스트리그 27                       | 2023년 7월 16일  | 익산실내체육관               | 전라북도 익산시   |         |
| 퍼스트리그 26                       | 2023년 7월 15일  | 익산실내체육관               | 전라북도 익산시   |         |
| MAX FC 24                           | 2023년 7월 15일  | 익산실내체육관               | 전라북도 익산시   |         |
| 퍼스트리그 25                       | 2023년 4월 22일  | 월배국민체육센터             | 대구광역시 달서구 |         |
| 퍼스트리그 24                       | 2023년 3월 11일  | 익산 실내체육관              | 전라북도 익산시   |         |
| 퍼스트리그 23                       | 2023년 1월 7일   | 대구한국패션센터             | 대구광역시        |         |
| Contender League 21                 | 2023년 1월 7일   | 대구한국패션센터             | 대구광역시        | 350명   |
| 퍼스트리그 22                       | 2022년 10월 16일 | 익산 실내체육관              | 전라북도 익산시   |         |
| MAX FC 23                           | 2022년 10월 15일 | 익산 실내체육관              | 전라북도 익산시   |         |
| MAX FC 퍼스트리그 21                | 2022년 10월 15일 | 익산 실내체육관              | 전라북도 익산시   |         |
| MAX FC 퍼스트리그 20                | 2022년 7월 2일   | 익산실내체육관               | 전라북도 익산시   |         |
| MAX FC 퍼스트리그 19                | 2022년 5월 1일   | 칸스포츠 격투기 전용경기장   | 전라북도 익산시   |         |
| MAX FC 22                           | 2021년 12월 4일  | 사천 삼천포체육관            | 경상남도 사천시   |         |
| MAX FC First League 17              | 2021년 4월 3일   | 칸스포츠 격투기 전용경기장   | 전라북도 익산시   |         |
| MAX FC 21                           | 2020년 11월 1일  | 칸스포츠 격투기 전용경기장   | 전라북도 익산시   | 무관중  |
| MAX FC Contender League 20          | 2020년 7월 4일   | 대백프라자 프라임홀          | 대구광역시        | 무관중  |
| MAX FC Contender League 19          | 2020년 2월 2일   | 강동문화체육센터             | 대구광역시        | 618명   |
| MAX FC 20                           | 2019년 12월 7일  | 안동체육관                   | 경상북도 안동시   | 2,816명 |
| MAX FC Contender League 18          | 2019년 10월 20일 | 대백프라자 프라임홀          | 대구광역시        | 520명   |
| MAX FC first League 12              | 2019년 9월 29일  | 마로니에공원 특설링          | 서울특별시        |         |
| MAX FC 19                           | 2019년 6월 23일  | 익산 실내체육관              | 전라북도 익산시   |         |
| MAX FC First League 11 신인왕전     | 2019년 6월 22일  | 익산 실내체육관              | 전라북도 익산시   | 1600명  |
| MAX FC First League 10              | 2019년 5월 25일  | 마로니에공원 특설링          | 서울특별시        |         |
| MAX FC First League 09              | 2019년 4월 20일  | 농경테마파크 특설링          | 경상남도 의령     |         |
| MAX FC 18                           | 2019년 4월 13일  | 홍주문화체육센터             | 충청남도 홍성군   | 1650명  |
| MAX FC 17:                          | 2019년 2월 15일  | 신도림테크노마트 그랜드볼룸  |                   | 560명   |
| MAX FC 16:                          | 2018년 12월 8일  | 안동체육관                   | 경상북도          | 2,121명 |
| MAX FC 15:                          | 2018년 11월 2일  | 신도림테크노마트 그랜드볼룸  | 서울특별시        | 641명   |
| MAX FC 14: The People's Champions   | 2018년 7월 14일  | 서울 KBS 아레나              | 서울특별시        | 1826명  |
| MAX FC First League 08              | 2018년 4월 22일  | 원광대학교 문화체육관        | 전라북도 익산시   |         |
| MAX FC 13: 투쟁유희                 | 2018년 4월 21일  | 원광대학교 문화체육관        | 전라북도 익산시   | 3,060명 |
| MAX FC First League 07              | 2018년 3월 18일  | 남산초등학교                 | 경상남도 의령군   |         |
| MAX FC 12: Show Time                | 2018년 3월 3일   | 서울 KBS 아레나              | 서울특별시        | 1730명  |
| MAX FC 11: The Spirit of a Champion | 2017년 11월 25일 | 안동체육관                   | 경상북도 안동시   | 2,630명 |
| MAX FC 10: MAD MAX                  | 2017년 9월 9일   | 서울 KBS 아레나              | 서울특별시        | 2,135명 |
| MAX FC 09: One More Round           | 2017년 6월 24일  | 원광대문화체육관             | 전라북도 익산시   | 3,114명 |
| MAX FC First League 06              | 2017년 5월 21일  | 서울강남구구민회관           | 서울특별시        | 500명   |
| MAX FC 08: Fight Hollic             | 2017년 4월 22일  | 홍주문화체육센터             | 충청남도 홍성군   | 1800명  |
| MAX FC First League 05              | 2017년 3월 11일  | 청주 그랑프리엑스짐          | 충청북도 청주시   |         |
| MAX FC 07: All For One              | 2017년 2월 19일  | 잠실학생체육관               | 서울특별시        | 2300명  |
| MAX FC 06: New Generation           | 2016년 11월 12일 | 영남이공대학교 천마체육관    | 대구광역시        | 1300명  |
| MAX FC First League 04              | 2016년 10월 9일  | 종로구 올림픽기념 국민생활관 | 서울특별시        |         |
| MAX FC 05: Night of Champions       | 2016년 8월 20일  | 인천 선학체육관              | 인천광역시        | 2000명  |
| MAX FC 04: Show Me the MAX          | 2016년 6월 25일  | 익산 실내체육관              | 전라북도 익산시   | 2800명  |
| MAX FC First League 03              | 2016년 5월 22일  | 종로구 구민회관체육관        | 서울특별시        |         |
| MAX FC 03                           | 2016년 3월 26일  | 동대문구 실내체육관          | 서울특별시        | 1500명  |
| MAX FC First League 02              | 2016년 2월 20일  | 의정부 실내체육관            | 경기도            |         |
| MAX FC 02                           | 2015년 12월 12일 | 경일대학교 종합체육관        | 경상북도 경산시   | 1400명  |
| MAX FC First League 01              | 2015년 10월 31일 | 충남 홍성중학 실내체육관     | 충청남도          |         |
| MAX FC 01: New Sprint               | 2015년 8월 29일  | 익산 실내체육관              | 전라북도 익산시   | 1800명  |

- 당초 2015년 6월 6일 첫 대회 개최 예정이었으나 메르스 여파로 연기되었다.[5]

## 랭킹

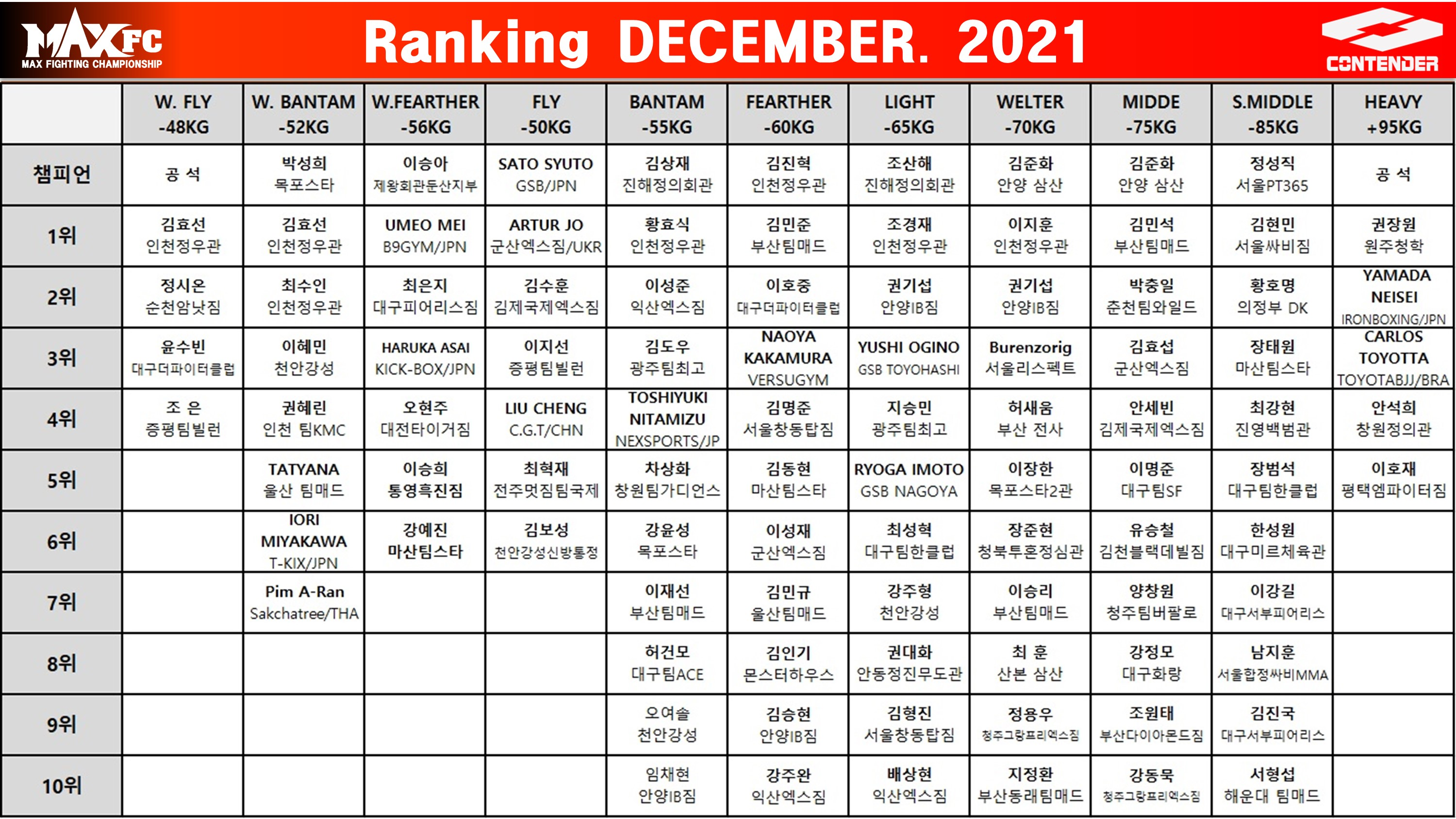
MAX FC 2021년 12월 랭킹

## 역대 주요 선수들
| 현 챔피언 - 명현만 (+95 kg 헤비급 2대 챔피언) - 김준화 (-75 kg 미들급 2대 챔피언) - 이장한 (-70 kg 웰터급 3대 챔피언) - 조경재 (-65 kg 라이트급 2대 챔피언) - 김진혁 (-60 kg 페더급 초대 챔피언) - 김상재 (-55 kg 밴텀급 2대 챔피언) - SATO SYUTO (-50 kg 플라이급 3대 챔피언) - 이승아 (-56 kg 여성 페더급 2대 챔피언) - 최은지 (-52 kg 여성 밴텀급 3대 챔피언) - 박유진 (-48 kg 여성 플라이급 초대 챔피언) 전 챔피언 - 최석희 (-50 kg 플라이급 초대 챔피언) | 한국인 선수 - 권장원 - 박성희 - 전슬기 - 김소율 - 최은지 - 윤현빈 - 고우용 - 심준보 외국인 선수 - 뎃분종 페어택스 |

## 역대 라운드걸 (맥스엔젤)
- 김보라
- 송주아
- 심채원
- 양혜원
- 윤주하
- 최별하
- 최혜연
- 한가은

## 같이 보기
- K-1
- GLORY
- 엔젤스 파이팅

## 참조
1. ↑  MAX FC, 버라이어티 격투쇼 제시…가족관람 시도
2. ↑  격투 문외한도 즐길 수 있는 축제의 장
3. ↑  'MAX FC09' 익산대회에서 역대 최다 관중 수립
4. ↑  1500명→2800명 관객급증, 성공적인 개최!...입식격투기 부활
5. ↑  “MAX FC, 메르스 여파로 계체당일 대회 취소”. 2015년 6월 10일에 원본 문서에서 보존된 문서. 2015년 6월 5일에 확인함.